# Marconnelle
Marconnelle é uma comuna francesa na região administrativa de Altos da França, no departamento de Pas-de-Calais. Estende-se por uma área de 5,55 km². Em 2010 a comuna tinha 1 136 habitantes (densidade: 204,7 hab./km²).